# تلیدا (آلاسکا)
تلیدا (به انگلیسی: Telida) شهرکی در ناحیه سرشماری یوکان-کویوکوک، آلاسکا ایالت آلاسکا است که جمعیت آن در سرشماری سال ۲۰۰۰ میلادی ۳ نفر بوده‌است.